# 47. pehotni polk (Avstro-Ogrska)
Za druge 47. polke glejte 47. polk.
47. pehotni polk je bil pehotni polk avstro-ogrske skupne vojske.

## Zgodovina
Polk je bil ustanovljen leta 1682. 

### Prva svetovna vojna
Polkovna narodnostna sestava leta 1914 je bila: 77% Nemcev in 23% drugih. Naborni okraj polka je bil v Mariboru, pri čemer so bile polkovne enote garnizirane sledeče: Gorica (štab, II., IV. bataljon), Kojsko (I. bataljon) in Maribor (III. bataljon).
Med prvo svetovno vojno se je polk bojeval tudi na soški fronti, med drugim tudi med tretjo in šesto soško ofenzivo. Polk je sodeloval tudi v avstro-ogrski kazenski ekspediciji leta 1916 proti italijanskim položajem na Južnem Tirolskem.. V času med 4. in 5. septembrom 1917 (enajsta soška ofenziva) je polk izgubil 500 mrtvih in ranjenih.
V sklopu t. i. Conradovih reform leta 1918 (od junija naprej) je bilo znižano število polkovnih bataljonov na 3.

## Organizacija
1918 (po reformi)
- 1. bataljon
- 2. bataljon
- 3. bataljon

## Poveljniki polka
- 1859: Ottocar von Procházka[12]
- 1865: Ottocar von Procházka[13]
- 1879: Ludwig von Kinnart[14]
- 1908: Franz Kalser von Maasfeld[15]
- 1914: Richard Mayer[1]